# Dictis thailandica
Espèce
Dictis thailandica est une espèce d'araignées aranéomorphes de la famille des Scytodidae.

## Distribution
Cette espèce est endémique de Thaïlande.

## Étymologie
Son nom d'espèce lui a été donné en référence au lieu de sa découverte, la Thaïlande.

## Publication originale
- Dankittipakul & Singtripop, 2010 : The spitting spider family Scytodidae in Thailand, with descriptions of three new Dictis species (Araneae). Revue Suisse de Zoologie, vol. 117, no 1, p. 121-141 (texte intégral).